# Franz Aepinus
Franz Maria Ulrich Theodor Hoch Aepinus (ur. 13 grudnia 1724 w Rostocku, zm. 10 sierpnia 1802 w Dorpacie) – niemiecki fizyk i matematyk.

## Życiorys
Studiował medycynę i krótko uczył się matematyki na Uniwersytecie w Rostocku, na którym jego ojciec był profesorem teologii. W 1755 został dyrektorem obserwatorium astronomicznego w Berlinie i członkiem Berlińskiej Akademii Nauk; w 1757 udał się do Petersburga, gdzie został członkiem Cesarskiej Akademii Nauk, a w 1798 osiadł w Dorpacie. W 1759 napisał pracę Tentamen theoriae electricitatis et magnetismi na temat efektów elektrycznych i magnetycznych. Rozwijał teorie Franklina o elektryczności. Stwierdził, że oprócz przewodników i izolatorów istnieją również półprzewodniki. Opracował mikroskop achromatyczny.
Jego imieniem nazwano krater Aepinus na Księżycu.